# Dlouhý vrch (Třeboňská pánev)
Dlouhý vrch, zvaný též Dubičák či Plachťák (551 m n. m.), je vrch Lišovského prahu. Nachází se 5 km východně od centra Českých Budějovic, na území obce Dubičné.

## Geomorfologie a geologie
Dlouhý vrch má podobu výrazného plochého hřbetu ve směru SZ - JV. Je budován moldanubickými pararulami. Geomorfologicky Dlouhý vrch náleží do subprovincie Česko-moravské, oblasti Jihočeské pánve, celku Třeboňská pánev, podcelku Lišovský práh.

## Vodstvo
Dlouhý vrch náleží do povodí Vltavy. Na jihovýchodním svahu 0,9 km od vrcholu pramení v nadmořské výšce 530 m jedna ze zdrojnic Vráteckého potoka.
V blízkém okolí se nacházejí dva rybníky: Lusný a Nový.

## Vegetace
Vrcholové partie Dlouhého vrchu jsou bezlesé a zabírají je pastviny. U vrcholu roste skupina čtyř památných stromů - lip. Dlouhý vrch byl 17. prosince 2003 (po návrhu občanských sdružení Calla a Dubičák) registrován Magistrátem města České Budějovice jako významný krajinný prvek. Předmětem ochrany je mozaika extenzivních luk, lesních remízků a pohledově exponovaný západní svah s druhově pestrou skladbou vegetace. V souladu s ochranou přírody a krajiny je sportovně rekreační využívání Dlouhého vrchu.

## Přístup
Přímo na vrchol Dlouhého vrchu nevede žádná turistická stezka, 200 m od něj však prochází po západním svahu přes Dubičné červená stezka z Dobré Vody do Lišova. Po jižním svahu vede cyklotrasa č. 1050 (Nové Hrady - Borovany - České Budějovice).

## Okolí

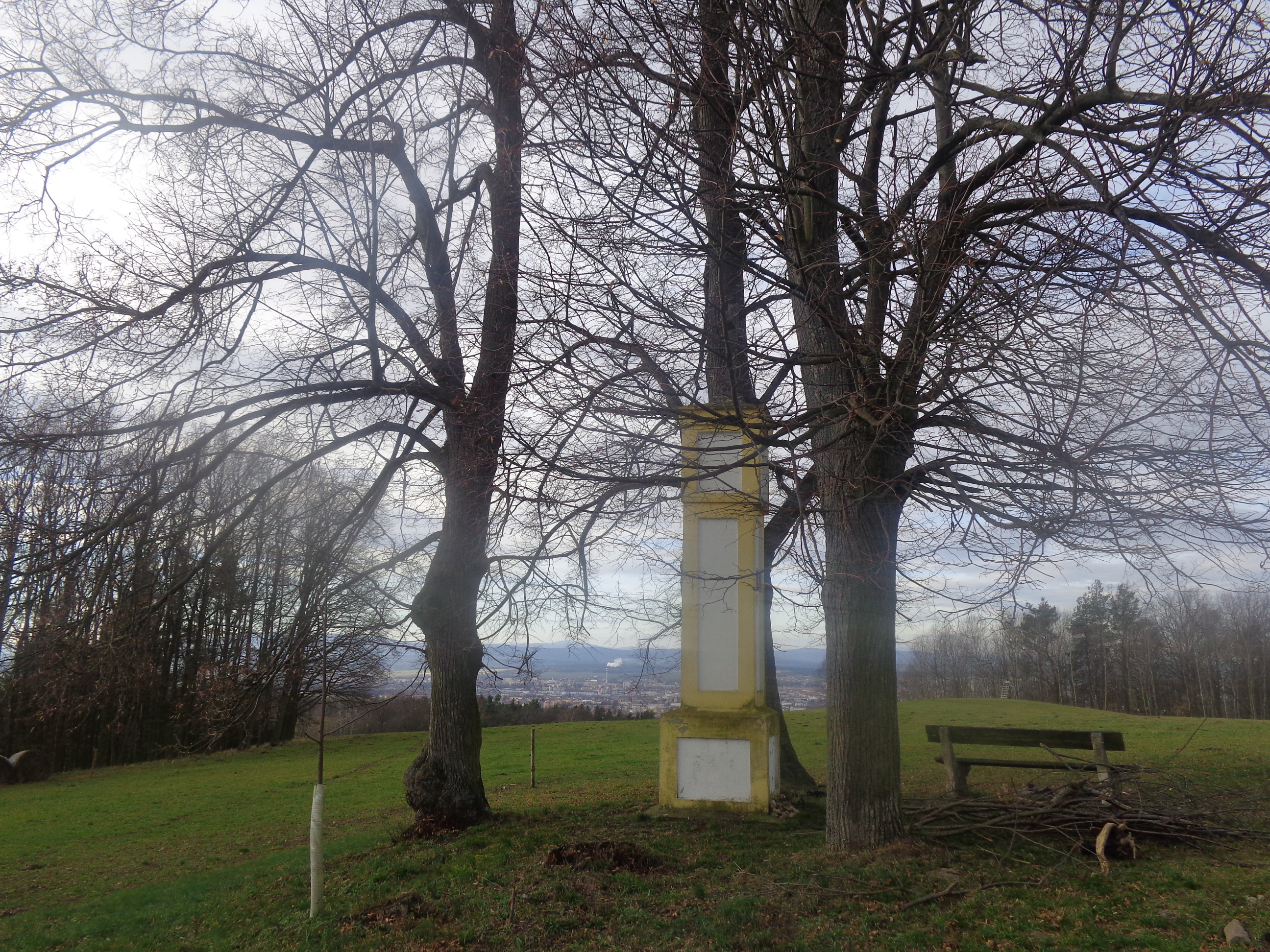
Boží muka u vrcholu Dlouhého vrchu

U vrcholu Dlouhého vrchu se nachází boží muka jako památník na vojenské manévry, které odtud údajně řídil vévoda František Ferdinand d'Este. Podle jiné verze boží muka nechal postavit kolem roku 1905 vyšebrodský opat na paměť potyčky v roce 1805 mezi ustupujícími ruskými a postupujícími napoleonskými vojáky.
Na západním svahu u Dubičného je malý sjezdařský areál - byl modernizován v roce 2005, od té doby jsou tu 2 vleky, sjezdovka je vybavena osvětlením pro večerní lyžování. Přímo pod kopcem je parkoviště pro 50 osobních aut s toaletami.
V roce 1932 byl Dlouhý vrch vybrán jako nejvhodnější lokalita u Českých Budějovic pro plachtění. Relativní převýšení nad terénem činí 100 – 150 m a reliéf západního svahu umožňoval účelové starty z kteréhokoliv místa na svahu. Převládá zde silné západní proudění, které dává předpoklad vzniku silných vzestupných proudů, potřebných pro plachtění. Slavnostní otevření plachtařského letiště na Dlouhém vrchu se uskutečnilo 25. září 1932. K zakladatelům zdejšího bezmotorového létání patřil středoškolský profesor matematiky a fyziky Jaroslav Maňák, který po zemřelém generálu Stanislavu Čečkovi převzal vedení Aeroklubu České Budějovice a také řídil župní organizaci Masarykovy letecké ligy a výstavbu letiště v Plané. Aktivními plachtaři byli i jeho synové, z nichž Jiří Maňák se stal válečným pilotem ve službách RAF a velitelem 198. stíhací perutě. Plachtařská činnost na Dlouhém vrchu byla po druhé světové válce obnovena 28. srpna 1945. Bylo zde zřízeno plnohodnotné plachtařské letiště, kde začala také sídlit Jihočeská plachtařská škola. Toto letiště bylo v provozu do roku 1955, dnes na něj upomíná pamětní deska na svahu kopce. Od roku 1975 na Dlouhém vrchu skupina nadšenců (Petr Lhotka, Milan Kubáň, Štěpán Machart senior, Machart junior, Pavel Janoušek, Jiří Holub a další) začala provozovat lety rogalem. K tomuto účelu byl Dlouhý vrch využíván hlavně v 70. a 80. letech 20. století.
Dlouhý vrch je součástí Rudolfovského rudného revíru. Na západním úpatí (cca 1 km od vrcholu) se v minulosti těžilo stříbro v dolech Nová Hilda, Nová Anna a Král David.

## Výhled
Holý vrcholový hřbet Dlouhého vrchu poskytuje takřka kruhový výhled. K nejvýraznějším dominantám obzoru patří na J Novohradské hory s tzv. Dobrovodskou skupinou (Vysoká, Kraví a Kuní hora), na JZ Kleť, na Z Libín a Šumava s Chlumem a Boubínem, na SZ Hrad a Temelín. Samozřejmě jako na dlani je tu vidět Českobudějovická pánev s Českými Budějovicemi.